# گئورگه زامفیر
گئورگه زامفیر (رومانیایی: Gheorghe Zamfir،‏تلفظ رومانیایی: [ˈɡe̯orɡe zamˈfir] ()؛ زادهٔ ۶ آوریل ۱۹۴۱) نوازندهٔ برجستهٔ پن فلوت است.

## فعالیت
زامفیر با آهنگسازان بزرگی همچون انیو موریکونه و جیمز لست همکاری داشته‌است. از جمله در اجرای موسیقی فیلم روزی روزگاری در آمریکا (اثر انیو موریکونه) و موسیقی فیلم بیل را بکش (اثر جیمز لست).